# 코트니 카다시안
코트니 카다시안(영어: Kourtney Kardashian /본명: 코트니 메리 카다시안(영어: Kourtney Mary Kardashian), 1979년 4월 18일 ~ )은 미국의 방송인, 패션 디자이너, 배우, 사업가이다.

## 영화
- 원 라이프 투 리브
- 4차원 가족 카다시안 따라잡기